# Ocean Breeze Park
Ocean Breeze Park – miasto w Stanach Zjednoczonych, w stanie Floryda, w hrabstwie Martin.